# Підсосенка
Підсосенка (біл. вёска Падсосенка) — село в складі Крупського району Мінської області, Білорусь. Село підпорядковане Бобрській сільській раді, розташоване в східній частині області.